# Chicken Every Sunday
Chicken Every Sunday is een Amerikaanse filmkomedie uit 1949 onder regie van George Seaton.

## Verhaal
Emily is de nuchtere vrouw van de talentloze zakenman Jim Hefferan. Terwijl Emily moeite doet om het hoofd boven water te houden door kamers te verhuren aan kostgangers, verspilt Jim de gezinsinkomsten aan ondoordachte plannen om snel rijk te worden. Wanneer Emily besluit om van Jim te scheiden, blikt ze terug op hun 20-jarige huwelijk. Hun vrienden doen intussen een poging om hen weer samen te brengen.

## Rolverdeling
| Acteur           | Personage         |
| ---------------- | ----------------- |
| Dan Dailey       | Jim Hefferan      |
| Celeste Holm     | Emily Hefferan    |
| Colleen Townsend | Rosemary Hefferan |
| Alan Young       | Geoffrey Lawson   |
| Natalie Wood     | Ruthie Hefferan   |
| William Frawley  | George Kirby      |
| Connie Gilchrist | Millie Moon       |
| William Callahan | Harold Crandall   |
| Veda Ann Borg    | Rita Kirby        |
| Porter Hall      | Sam Howell        |
| Whit Bissell     | Mijnheer Robinson |
| Katherine Emery  | Mildred Lawson    |
| Roy Roberts      | Harry Bowers      |
| Hal K. Dawson    | Jake Barker       |